# Křížek (hudba)

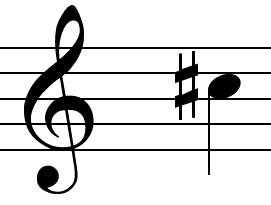
Nota C označená křížkem, čímž se z ní stává nota cis

Křížek (německy Kreuz, italsky diesis, francouzsky dièse, anglicky sharp) je jedna ze základních posuvek v hudební notaci. Znamená, že se mají označené noty zahrát či zazpívat o jeden půltón výše. Je opakem béčka, které dané noty o půltón naopak snižuje. Značka křížku, ♯, se zapisuje v předznamenání (pak platí pro všechny tyto noty v osnově, není-li uvedeno jinak) nebo jako posuvka ke konkrétní notě, přičemž pak platí pro všechny následující noty téže výšky (ve stejné oktávě) do konce taktu. Platnost křížku je rušena jinou posuvkou.
Křížkem zvýšené tóny mají příponu -is (tedy ais, his, cis atd.). U tónu B se nepoužívá, B je samo o sobě snížený tón (technicky H♭) a lze jej pouze odrazit na tón H.
Za předpokladu, že je užito rovnoměrně temperovaného ladění, platí takzvaná enharmonická záměna, tedy například, že tón his (H♯) zní stejně jako C (bez posuvky).

## Varianty
Neformálně nebo při nedostupnosti speciálních znaků se značka ♯ běžně (ovšem nesprávně) nahrazuje symbolem #.
Dvojkřížek (značka 𝄪) označuje, že má být původní nota zvýšena o dva půltóny, tedy o jeden celý tón. Používá se zejména u tónů již zvýšených v předznamenání. Dvojzvýšené tóny mají koncovku -isis. Aby se dvojkřížek vyrušil a místo něj platil zpět křížek obyčejný (tedy zvýšení pouze o jeden půltón), se dříve používal u takové noty zápis ♮♯ (odrážka + křížek). V moderní notaci se však tato odrážka často vynechává. Samotná odrážka (♮) každopádně znamená zrušení všech posuvek, včetně předznamenaných.
Trojkřížek (značka ♯𝄪) je symbol označující zvýšení o tři půltóny. Vyskytuje se vzácně.

### Mikrotónovéposuvky
Půlkřížek (značka ) notu zvyšuje o polovinu půltónu, tedy o čtvrt tónu (50 centů). Opakem půlkřížku je půlbé.
Tříčtvrttónovýkřížek (značka ) zvyšuje notu o tři čtvrtě tónu (150 centů).

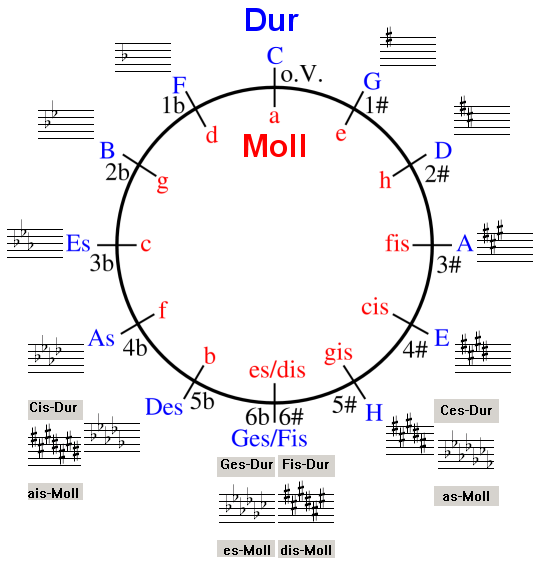
Kvintový kruh

## Pořadí křížků v předznamenání
V předznamenání skladby se křížky zapisují v následujícím pořadí: fis, cis, gis, dis, ais, eis, his, tedy po kvintách nahoru. V houslovém klíči se umisťují co nejvýše na osnovu (nejvýše je křížek u tónu G), platí ovšem pro daný tón ve všech oktávách.
S každým dalším křížkem se změní tónina, ve které se skladba nalézá (durová tónina bez předznamenání se nazývá C dur, s přibývajícími křížky následují G dur, D dur, A dur, E dur, H dur, Fis dur (F♯ dur) a nakonec Cis dur (C♯ dur), která má zvýšených všech sedm tónů stupnice – viz kvintový kruh. Názvy mollových tónin téhož předznamenání jsou posunuté o malou tercii směrem dolů (tedy bez předznamenání a moll, dále e moll, h moll atd.; viz vnitřní stranu kruhu).
Při změně tóniny, kdy se ruší jen některé křížky v předznamenání, je možné tuto změnu označit více způsoby – buď se pouze odrazí rušené křížky, nebo se vedle odrážek vyznačí i ponechané křížky, nebo se napíše pouze předznamenání (křížky) nové tóniny bez ohledu na tóninu předešlou. Naopak při změně tóniny směrem nahoru (např. přechod z G dur do E dur) lze vyznačit pouze přidávané křížky, nebo (častěji) všechny křížky nové tóniny.

## Unicode
Kódy symbolů zařazených do Unicode:
- U+266F ♯ MUSIC SHARP SIGN (HTML &#9839; · &sharp;)
- U+1D12A 𝄪 MUSICAL SYMBOL DOUBLE SHARP (HTML &#119082;)
- U+1D130 𝄰 MUSICAL SYMBOL SHARP UP (HTML &#119088;)
- U+1D131 𝄱 MUSICAL SYMBOL SHARP DOWN (HTML &#119089;)
- U+1D132 𝄲 MUSICAL SYMBOL QUARTER TONE SHARP (HTML &#119090;)